# Bäckedals folkhögskola
Bäckedals folkhögskola är en folkhögskola i centrala Sveg i Härjedalen. Den invigdes 1954 då skolbyggnaderna ritade av arkitekten Stig Annerfelt stod färdiga.
Folkhögskolan är profilerad inom olika forntida hantverkstekniker. Skolan erbjuder flera längre utbildningar med inriktning på hantverk, bland annat textil, garvning och smide. Det finns också en allmän linje (upp till tre år) för de som vill komplettera på grundskole- eller gymnasienivå. Huvudman för skolan är Region Jämtland Härjedalen.